# Chiến tranh Đại Colombia – Peru
Chiến tranh Đại Colombia – Peru (1828—1829) là cuộc chiến giữa Peru và Đại Colombia.

## Bối cảnh
Năm 1563, Khán giả Hoàng gia ở thành phố Quito được thành lập như một phần của vương quốc Peru thuộc Tây Ban Nha, vào năm 1717, thuộc thẩm quyền của sự phụ thuộc mới của Phó vương quốc Tân Granada. Do sự vắng mặt tại thời điểm đó của các bản đồ địa lý tốt và ít quan tâm đến các vùng lãnh thổ dân cư thưa thớt, ranh giới của các khu vực nằm dưới sự kiểm soát của các cơ quan này được xác định khá thô.
Theo sắc lệnh hoàng gia năm 1802, sự kiểm soát của quân đội và tôn giáo đối với tỉnh Mainas đã được chuyển sang sự phụ thuộc của Peru, nhưng không rõ ràng từ sắc lệnh này có phải lãnh thổ cũng được chuyển nhượng hay không. Một trường hợp tương tự đã xảy ra vào năm 1803, khi vương miện Tây Ban Nha trao lại quyền quản lý các vấn đề quân sự của tỉnh Guayaquil cho Lima.
Trước khi bắt đầu giải phóng Nam Mỹ khỏi sự cai trị của Tây Ban Nha, Simón Bolívar đã tuyên bố nguyên tắc "Uti possidetis judis" trong (tiếng Latinh có nghĩa là để sử dụng quyền sở hữu, trong đó tuyên bố rằng biên giới của các quốc gia mới sẽ dựa trên biên giới của các đơn vị hành chính Tây Ban Nha hiện có. Điều này dẫn đến thực tế là một số ranh giới đã gây tranh cãi. Điều này đặc biệt ảnh hưởng đến Peru, nơi muốn sửa chữa vùng biên giới của nó ở cả phía bắc và phía đông.
Audiencia hoàng gia của Charcas ban đầu phụ thuộc vào sự trung thành của Peru, và chỉ đến năm 1776 mới được chuyển sang sự phụ thuộc của Rio de la Plata. Tên lịch sử của vùng lãnh thổ được kiểm soát là Núi Thượng Peru, và Lima ở gần đó hơn so với Buenos Aires, vì vậy khi bang Bolivia xuất hiện ở đó vào năm 1826, ý tưởng hợp nhất Bolivia và Peru trở nên phổ biến. Khi cuộc nổi dậy ở Chukisak bắt đầu vào năm 1827, người Peru đã ngay lập tức tận dụng dịp này và quân đội dưới sự lãnh đạo của Augustine Gamarra đã xâm chiếm Bolivia, tiến vào La Paz vào ngày 18 tháng 5 năm 1828 và buộc Tổng thống Sucre phải từ chức.

## Diễn biến của sự kiện
Tìm hiểu về các sự kiện ở Bolivia, Bolivar tuyên chiến với Peru vào ngày 3 tháng 6 năm 1828 và bổ nhiệm Sucre làm chỉ huy quân đội Colombia. Vào ngày 3 tháng 7 năm 1828, Tổng thống Peru, ông Jose de la Mar đã tuyên chiến với Đại Colombia và ra lệnh huy động quân đội và hải quân bắt đầu. Vào tháng Tám, hạm đội Peru ra khơi để chặn cổng Colombia của Guayaquil. Ngày 19 tháng 1 năm 1829 thành phố đầu hàng.
Vào ngày 13 tháng 2 năm 1829, quân đội Peru đã chiếm thành phố Loja của Colombia và tiến về thành phố Guayaquil, nhưng vào ngày 27-28/2, quân đội Colombia do Sucre và Flores lãnh đạo đã đánh bại quân đội Peru ở vùng Cuenca. Không có sự hỗ trợ từ vùng đất, sự chiếm đóng của Peru ở Peru không có ý nghĩa gì, nhưng người Colombia không thể nhận ra yêu sách của họ đối với tỉnh Mainas và Jaen. Có một khoảng dừng trong cuộc chiến.
Trong khi đó, một cuộc đảo chính quân sự đã xảy ra ở Peru và Tướng Gamarra lên nắm quyền. Công ước Chiron đã quyết định khôi phục biên giới giữa các bang bang theo cách họ đi qua giữa các vương quốc trước khi giành độc lập (nghĩa là, trong khi vẫn duy trì mọi vấn đề gây tranh cãi). Thỏa thuận đình chiến Piura được ký kết vào ngày 10 tháng 7 năm 1829 đã công nhận việc sáp nhập thành phố Great Colombia và vào ngày 22 tháng 9, hòa bình đã chính thức được ký kết. Nguyên tắc của Ut Uti possidetis Juris, đã được xác nhận, nhưng tài liệu cho phép những thay đổi nhỏ trong việc vượt qua biên giới theo điều kiện tự nhiên, đã mở đường cho việc giải quyết xung đột một cách hòa bình. Cả hai bên đã đồng ý tạo ra một ủy ban song phương để xác định ranh giới giữa các quốc gia.

## Kết quả và ý nghĩa
Sau sự sụp đổ của Great Colombia vào năm 1831 và sự hình thành của các quốc gia độc lập Venezuela, Ecuador và Cộng hòa Tân Granada ở vị trí của nó, Peru tuyên bố rằng do sự biến mất của nhà nước, tất cả các hiệp ước đã ký với ông đều hết hạn và một lần nữa đưa tranh chấp lãnh thổ vào chương trình nghị sự.